# Instituto Nacional de Vitivinicultura (Argentina)
El Instituto Nacional de Vitivinicultura de la Argentina es un organismo descentralizado dependiente del Ministerio de Economía de la Argentina, fundada en 1959, tiene como objetivo fundamental la fiscalización de la genuinidad de los productos vitivinícolas; control de la producción, circulación, fraccionamiento y comercialización de los alcoholes etílico y metanol y Autoridad de Aplicación del Sistema de Designación del Origen de los Vinos y de las Bebidas Espirituosas de Origen Vínico, simplificando la normativa vigente para los diferentes actores del medio, e innovando con tecnología de punta para alcanzar estándares de calidad.
Actualmente depende de la Ministerio de Economía.

## Historia
Por intermedio de la Ley General de Vinos (ley n.º 14 878), sancionada el 23 de octubre de 1959 y promulgada el 6 de noviembre del mismo año (y publicada el 25 de noviembre del mismo año), se dispuso la creación del Instituto Nacional de Vitivinicultura, sobre la base de la Dirección de Vinos y otras Bebidas.
El 24 de junio de 1996 el Poder Ejecutivo Nacional ordenó la disolución del instituto nacional, en el marco de la aplicación de la Ley de Reforma del Estado. Sin embargo, el 26 de septiembre del mismo año se rectificó la medida.
El 1 de marzo de 2004 entró en vigencia la ley de creación de la Corporación Vitivinícola Argentina, una institución no estatal representada en el sector público por el presidente del Instituto Nacional Vitivinícola, entre otros actores.